# ژنگ یانگمن

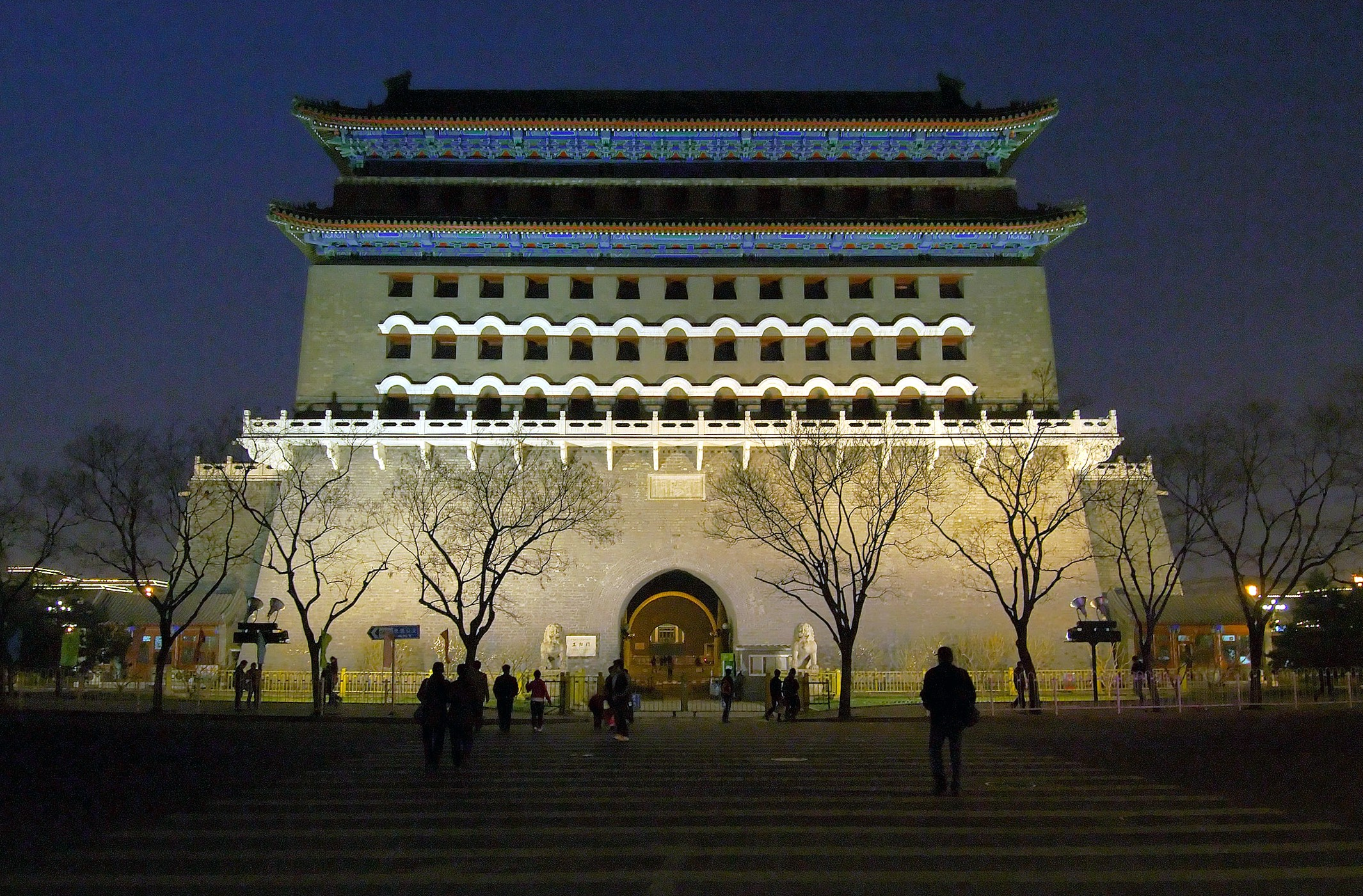
ژنگ یانگمن

ژنگ یانگمن (انگلیسی: Zhengyangmen) به معنای واقعی کلمه «دروازه خورشید اوج» دروازه ای است در دیوار تاریخی شهر پکن. این دروازه در جنوب میدان تیان‌آنمن قرار دارد و زمانی از ورودی جنوبی شهر درونی محافظت می‌کرد. اولین بار در سال ۱۴۱۹ در طول سال ساخته شد.